# Digitalemediaontvanger
Een digitalemediaontvanger (Engels: digital media receiver, afgekort DMR) is een apparaat dat gebruikt wordt om digitale mediabestanden over een (draadloos) netwerk te ontvangen van op een pc en vervolgens af te spelen op een televisietoestel of een home theater. Vaak wordt een DMR als afzonderlijk toestel verkocht, maar het principe is ook geïntegreerd in sommige spelconsoles. Sommige DMR's hebben ook de mogelijkheid tot het opnemen van uitzendingen op televisie, maar dit is lang niet altijd het geval.
Voorbeelden zijn Apple TV en Google TV.